# Alseis latifolia
Alseis latifolia là một loài thực vật có hoa trong họ Thiến thảo. Loài này được Gleason mô tả khoa học đầu tiên năm 1935.